# Krásna Lúka
Krásna Lúka és un poble i municipi d'Eslovàquia. Es troba a la regió de Prešov, al nord del país.

## Història
La primera referència escrita de la vila data del 1329.

## Demografia
| Godina             | 1994 | 2004   | 2014   | 2024   |
| ------------------ | ---- | ------ | ------ | ------ |
| Nombre de persones | 692  | 743    | 705    | 647    |
| Diferència         |      | +7,36% | −5,11% | −8,22% |

| Godina             | 2023 | 2024   |
| ------------------ | ---- | ------ |
| Nombre de persones | 640  | 647    |
| Diferència         |      | +1,09% |